# 426-й окремий батальйон безпілотних систем (Україна)
426-й окремий батальйон безпілотних систем (426 ОББпС) — формування морської піхоти Збройних сил України.

## Історія
У листопаді 2024 року батальйон писав, що перебуває на стадії формування. Він створювався шляхом розширення роти БПЛА 140-го окремого розвідувального батальйону через її високу результативність. 10 листопада Центр рекрутингу ВМС ЗСУ провів у Миколаєві акцію з заохочення до залучення в лави новоствореного підрозділу.
Станом на лютий 2025 року виконував бойові завдання на півдні України.

## Оснащення
Батальйон оснащено сучасними зразками безпілотних літальних апаратів, таких як SHARK та PD-2.

## Командування

### Командири
- 2024: Єгор Нікель[7]